# Eremedaille van de Brandweer
De eremedaille van de Brandweer (Duits: Feuerwehr-Ehrenmedaille, ook wel Königlich-ungarische Ehrenmedaille) was een Hongaarse onderscheiding en werd op 27 mei 1911 ingesteld. De stichter was Frans Jozef I van Oostenrijk, apostolisch koning van Hongarije. Oostenrijk en Hongarije vormden een dubbelmonarchie met een gecompliceerd staatkundig systeem. De aan de keizer verbonden ridderorden werden in beide staten verleend en dat gold ook voor veel van de onderscheidingen. De op 24 november 1905 door de keizer ingestelde Medaille voor de Brandweer werd officieel als een eremedaille voor de in de Rijksraad vertegenwoordigde Koninkrijken en Landen beschreven. Dat er een apostolische koninkrijk Hongarije was werd in 1867 vastgelegd maar de staatskundige structuur van de resterende delen van het Habsburgse Rijk werd niet precies beschreven, men sprak van de kroonlanden of van Cisleithanië. Het ging om gebieden als Oostenrijk, Tirol, het Koninkrijk Bohemen en Galicië.
Het ministerie van Binnenlandse Zaken van Hongarije ontbeerde een passende onderscheiding voor de brandweer, in deze lacune werd met deze medaille voorzien. De eerste petities die aandrongen op het instellen van een dergelijke medaille dateerden uit 1904.
De medaille is iets groter en dikker dan de Oostenrijkse medaille en het oppervlak is sterker gepatineerd. Het driehoekig lint is in beide gevallen oranjegeel en beide medailles werden op de linkerborst gedragen. Het portret op de door de medaillesnijder Reisner ontworpen en gesigneerde Hongaarse medaille toont Frans Jozef I in een Hongaars veldmaarschalks-uniform. Rond het portret is een lauwerkrans afgebeeld.
De keerzijde is versierd met het Romeinse getal XXV onder een Hongaarse Stefanskroon. Onder de kroon staat een aanduiding van de plaats waar de medaille werd geslagen; KB voor de Munt in Kremnitz of BP voor de Munt in Boedapest. De medaille werd op voordracht van het praesidium van de Landelijk Bond van Brandweren door het Hongaarse ministerie van Binnenlandse Zaken toegekend. Er werden 45.500 medailles geslagen.